# Chamacocos
Los chamacocos, ybytosos o yshyr (='personas', léase [ɨʃɨɾ]) según se denominan a sí mismos, escrito en algunos textos iśir, ishiro, öshör, ïsïrï, también conocidos como jeywo, son un pueblo indígena del Chaco Boreal que en Paraguay habita el departamento de Alto Paraguay junto a la costa del río Paraguay, junto con pequeños grupos que han emigrado a otros departamentos, y en Brasil existe un pequeño grupo autóctono (40 en 1994) en la Reserva Indígena Kadiwéu del estado de Mato Grosso del Sur.Su representante principal es Julio Jiménez alias Julio Hū.
Los tomárahos (autodenominados yshyr tomáraho) son un subgrupo de los chamacocos que viven en la comunidad Puerto María Elena-Pitiantuta del distrito Fuerte Olimpo. Hablan su propio dialecto y se han diferenciado culturalmente de los yshyr ybytoso que forman el grupo principal, por lo que la Dirección General de Estadística, Encuestas y Censos (DGEEC) del Paraguay los clasifica como una etnia separada.

## Historia
Varios grupos yshyr vivían en el Chaco en el siglo XIX, tanto en el interior del territorio, como asentados en las orillas del río Paraguay. Los ybytosos (o ebitosos) durante siglos han vivido a lo largo del río Paraguay; los tomárahos, habitaban el interior del Gran Chaco y hasta la década de 1970 se creía que eran hostiles.
Durante la guerra del Chaco (1932-1935), los yshyr ayudaron a los soldados paraguayos en la lucha contra los bolivianos, pero cuando terminó la guerra, perdieron sus territorios y tuvieron que negociar su supervivencia étnica con los colonos y nuevos terratenientes paraguayos.
Los tomárahos sobrevivientes vivían en esclavitud en el remoto campamento de San Carlos y estaban muriendo de enfermedad, abandono y hambre. Al permanecer en el bosque, apartados de la influencia de los paraguayos y los misioneros -al costo de la casi extinción- los tomárahos fueron capaces de preservar una gran cantidad de sus mitos y ceremonias tradicionales.
«Ahora nuestro territorio es el de la empresa, vivimos allí, pero no es nuestra tierra, ya no pertenece a nosotros y se ha convertido en un lugar enemigo que nos está matando. Antes eramos valientes y fuertes, pero la convivencia con los paraguayos nos ha domesticado». Testificó un hombre tomáraho que apenas sobrevivía, enfermo y desnutrido, trabajando en los grandes latifundios madereros de explotación de tanino conocidos como Campos de Carlos Casado.
El primer contacto de los tomárahos con los ybytosos fue en 1981, cuando Bruno Barras y Guillermo Mallero, yshyr de Fuerte Olimpo, se dirigieron a San Carlos para llevar a cabo el primer Censo Indígena Nacional. Cuando Ticio Escobar visitó a los tomárahos en 1985 sumaban sólo 87 personas. Sin embargo, mientras que los ybytosos habían abandonado sus rituales, como resultado de la influencia de los misioneros evangélicos pertenecientes a la Misión Nuevas Tribus, los tomárahos todavía practicaban la ceremonia de iniciación de los púberes y habían mantenido un conocimiento detallado de los mitos y el chamanismo.
Estos grupos están hoy al borde de la desaparición debido a la pobreza derivada de la transformación de su hábitat, la degradación de los recursos naturales, y la presión de la expansión de la actividad económica. Los jóvenes emigran hacia las ciudades de Paraguay y Brasil, abandonando sus costumbres y muchas veces negando su origen para evitar ser víctimas de discriminación.
En 2009, sólo tres comunidades de ybytosos contaban con personería jurídica y tierra propia; la comunidad tomáraho posee personería jurídica y tierras asignadas sin título de propiedad (DGEEC, 2004) con un total de 25 828 hectáreas. Las poblaciones más numerosas se encuentran en Puerto Diana y en Puerto Esperanza, la más pequeña en Puerto Caballo.
Los yshyr subsisten precariamente encontrando sustento en el cultivo de mandioca, batatas, frijoles, maíz, calabaza y sandía. También cazan, pescan y recolectan miel y palmas carandá, y obtienen algún ingreso de la confección de artesanías para su venta.
Grupos de yshyr disidentes, conocidos como «yacareceros», se dedican a la caza furtiva del yacaré, actividad prohibida, «Contingentes de quince a veinte hombres que parten en canoas río arriba, y se internan por los bañados del río Negro. Allí cazan durante un mes, durmiendo en sus botes y expuestos a todos los peligros: los guardias forestales brasileños, mayoría de ex convictos, les tiran a matar antes de preguntar nada».

## Población

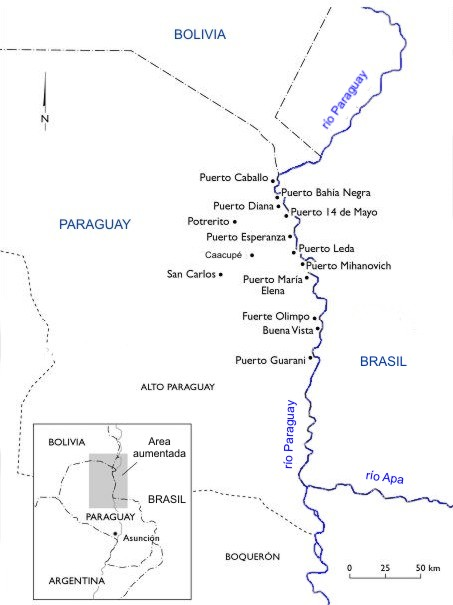
Mapa de poblaciones en el Alto Paraguay.

Según el censo de 2002 la población yshyr en Paraguay que se autorreconoció como chamacoco era de 1571 personas, principalmente ubicadas en el distrito de Fuerte Olimpo en el Alto Paraguay, siendo el mayor grupo emigrado el que se halla en el distrito Ygatimí del departamento Central (85 en 2002).
Acorde con datos del Instituto Socio ambiental (ISA), en Brasil, en 1994, habitaban 40 individuos de la etnia en la Reserva Indígena Kadiwéu.
Los yshyr fueron desplazados de sus tierras y reubicados por el Instituto Nacional del Indígena del Paraguay (INDI) confinándolos a pequeñas áreas ribereñas en la década de 1980. En 1986 los tomárahos fueron mudados de San Carlos a Potrerito, a tierras pertenecientes a los ybytosos, y más tarde se les dieron tierras en María Elena.
De acuerdo a los resultados del III Censo Nacional de Población y Viviendas para Pueblos Indígenas de 2012 en Paraguay viven 1824 ybytosos, de los cuales 1481 en el departamento de Alto Paraguay y 343 en Asunción y el departamento Central.

## Cultura

### Lengua
Su idioma, llamado Yshyr ahwoso, pertenece a la familia lingüística zamuco, estudiada y descripta por los jesuitas en el siglo XVIII, y comprende los dialectos tomáraho (o tomaraxa), ybytoso (o ebitoso) y ório.

En 1930 se estimaba que unas 2000 personas hablaban alguna variedad del lenguaje. Las personas hablantes de las variantes orio e ybytoso fueron estimadas en 800 en 1970, mientras que menos de 200 personas hablaban tomáraho en ese entonces.
Según la escritura introducida por los jesuitas para el idioma guaraní, La Y indica la y gutural, o sexta vocal del guaraní (equivalente a la ö de la notación fonética), mientras la sh y la h expresan sonidos idénticos a los indicados por tales signos en el inglés.
La inflexión verbal se basa en los prefijos personales, sin tiempos verbales. Los sustantivos se pueden dividir en posesible y no posesible. Los nombres posesibles se caracterizan por una prefijación por la cual el nombre está de acuerdo con el poseedor o modificador genitivo.
El idioma presenta estructuras sintácticas para-hipotácticas.
El yshyr es considerada lengua en peligro por la UNESCO y podría desaparecer en unas pocas generaciones, bajo la presión de las lenguas culturalmente dominantes en la región, como el castellano y guaraní.

#### Algunos términos
- WÖTA: torcido
- ARBOTA: Recto, correcto
- ULUTA: La costumbre, la ley
- ULUTA ARBOTA: Derecho (en el sentido de derecho positivo)

Nótese que la etimología de «uluta arbota» remite a «las costumbres correctas».
- ARPICH: cama
- OHOTA: suegra
- UUTA: cuerno

### Organización social.
La familia extendida, comprendiendo padres, hijos, esposas de los hijos y sus hijos, vivía junta. A su vez las casas se agrupaban por clanes totémicos, los cuales estaban algo más separados entre sí.
La aldea tradicional (Lut) se organizaba con forma de medialuna, con una de sus puntas orientada hacia el Norte y la parte convexa al Este. Puede verse que esta disposición permite aprovechar el sol de la mañana y genera un espacio central protegido.
En el tobich se aprontan las representaciones que ocurrirán en el harra, allí se enseña, se discute, se norma y se controla, allí cantan y oran largamente los shamanes y organizan hasta el mínimo detalle de la ceremonia. Según referentes actuales, el primer tobich fue establecido por los ahnapsoro hacia el oriente, en Nymych-wert (tierra roja), en un punto conocido como Karcha Balut (gran conchal) sobre el río, hoy Puerto 14 de Mayo. Actualmente el tobich se ubica cuando mucho a un kilómetro de distancia.
El harra era el círculo ceremonial en donde se representaban las danzas sagradas. En un claro de un bosque pleno fue instalado el primer harra por los ahnapzoro, Para algunos relatores tomáraho este harra primigenio estaba ubicado a cuarenta o cincuenta kilómetros del tobich originario, hacia el poniente, según versiones en el lugar actualmente llamado Caacupé. Actualmente el harra puede estar ubicado a unos 100 metros del Lut en la dirección oeste.
El camino que conducía del Harra al tobich, llamado tobich ibich, (o depich) era territorio de los ahnapzöro, y podía ser utilizado solamente por los nagrab (varones adultos), el Tobich era un lugar sagrado y estaba vedado a las mujeres.
Al igual que en los grupos guaraníticos, los yshyr compartían el producto de la caza y la recolección con toda su comunidad. Los konzehet (chamanes) eran los encargados de la distribución. La carne era cocida y enfriada, se quitaba la grasa y el Konzehet determinaba quienes recibían cada parte. Los cortes más tiernos y con menos grasa eran reservados a los ancianos.
Al llegar a la pubertad (12 o 13 años) los varones salían solos al monte y regresaban cuando lograban cazar algún animal el cual compartían con la comunidad convirtiéndose así en adultos, entonces eran conducidos al tobich, educados en la cultura yshyr, y les eran revelados ciertos secretos, como el de la extinción de los ahnapzöro.
Bruno Barrás (ybytoso) pertenece a la comunidad de Potreritos, mantiene la antigua tradición de poligamia de los yshyr, tiene tres esposas. De esta manera relataba Bruno el estado de la cultura de su pueblo:
«La mitología ebytoso tiene tres poderes: la diosa del agua, el dios del aire y dios del bosque. A este nosotros lo llamamos Nemur y a la diosa del agua, Eshnuwerta, que cuidaba la vida de los animales acuáticos. Y el aire es de Pauchata.»
«Para los ishiros estos grandes maestros de la cultura indígena es una gran escuela y el bosque, la madre naturaleza es una universidad, como el hombre blanco lo dice. Nemur adiestraba a los hombres cómo utilizar los animales cuadrúpedos y cómo utilizar la flora. Y Eshnuwerta enseñaba a todos los animales acuáticos y cómo utilizar los peces; en qué porción se los da al joven atleta, cuáles son los alimentos de carne que pueden utilizar.»
«Esto es una sabiduría para nosotros. La diosa del aire, Pauchata, es la centinela del aire y, también, del espacio del viento. Hay predichos de los tres. Decía Nemur que si los hombres comienzan a destruir la flora puede acarrear pestilencias o epidemias gravísimas a las naciones, sean cuales sean. Porque esa es la vida de los hombres humanos de la tierra. Pueden venir pestes raras para atacar al ser humano. La misma cosa Eshnuwerta da su predicho: si los ishiros no utilizan bien a los animales acuáticos, la naturaleza, la fuente de los caudales de los ríos se negarán, se rebelarán y van a tener que sufrir las consecuencias de sequías, inundaciones, porque los peces también respiran del aire, como los humanos.»
«Y el predicho de Pauchata es: cuándo los hombres no cuidan a su ambiente, entonces el sol puede volverse cada vez más furioso y pueden venir las tormentas con sus grandes velocidades a rozar naciones para que sepa respetar el aire donde todos necesitamos más que otra cosa.»
«Cuando los grandes shamanes iban ya desapareciendo los yshir también ya iban dejando estos valores: era preocupación grande de los ancianos. Hoy entre los pocos que existen entre los ebytosos, quiero felicitar y admirar especialmente a los tomárahos. Gracias a ellos, los ebytosos se acordaron de elementos importantes que ellos tampoco pueden dejar en el olvido de esta bella cultura de nuestros antepasados, que es una escuela real.»

### Organización política tradicional
El duruk terk era el líder comunal del clan totémico, y el atributo con el que se identificaba era un silbato de cráneo de armadillo.
Cuando un individuo recibía una revelación o visión, o realizaba alguna proeza notable para bien de su comunidad, podía convertirse en konzehet, una especie de chamán. Con el transcurso del tiempo, por sus conocimientos o proezas, el konzehet podía llegar a convertirse en konzehet bahlut, y formar parte del konzaho deio (consejo de ancianos, o grandes chamanes). Los atributos del konzehet bahlut eran el peikara (una especie de sonajero), y el bastón.
Las decisiones eran tomadas por los pölohto hnedeio (Grandes jefes guerreros) dirigidos por el pölohtet, que no era un superior, sino más bien un primus inter pares. Los atributos de los pölohto hnedeio eran el brazalete de plumas, y el xüap, un silbato construido en palo santo. El atributo que identificaba al pölohtet era un brazalete de piel de yaguareté.
Los jefes actuales son llamados pölohto or ihorkoso (jefes artificiales) porque no ascendieron por las vías tradicionales.

### Mitología
Si bien los relatos de tomáraho e ybytoso difieren en muchos aspectos, el «Gran Mito» yshyr puede resumirse de la siguiente manera.
En ocasión de estar viajando por la selva, un grupo de mujeres Yshyr se encontró con los ahnapzöro (o anapsoro), dioses poderosos y terribles, de aspecto extraño, que no tenían facciones en el rostro. Cada uno de ellos poseía caracteres peculiares diferentes, estaban cubiertos de plumajes, pelos, o extraños colores. Los ahnapsoro convivieron luego con los yshyr, y les enseñaron a cazar, a usar herramientas, y también los iniciaron en sus ceremonias rituales.
Los ahnapzoro podrían ubicarse en una clase de dioses entre dioses uranicos y dema reuniendo características de ambos.
Luego de un tiempo la convivencia entre hombres y dioses se tornó difícil, haciendo crisis con la muerte de algunos jóvenes en las durísimas ceremonias iniciáticas. Entonces Eshönewörta (o Ashnuwerta), una de las principales ahnapzoro, les indicó a los yshyr la vulnerabilidad de los ahnapzoro para que pudieran vencerlos golpeándolos en el tobillo, ya que allí tenían la garganta.
De esta forma, los yshyr exterminaron a los ahnapzöro, solamente uno sobrevivió a la masacre además de Eshönewörta, el temible Nemur, el cual, al estar a punto de ser alcanzado en su huida, tomó un caracol e hizo surgir de él una fuerte correntada que llenó el cauce con gran estruendo, dando origen al actual río Paraguay y lanzando la maldición de exterminar a los yshyr si abandonaban los rituales que les habían enseñado.
En La maldición de Nemur reside, precisamente, la función social del arte y el mito yshyr. Los hombres habían descubierto la vulnerabilidad de sus dioses y se vengaban de ellos, implacables. Nemur, el último ahnapsoro, logra escapar, pero antes sostiene este diálogo con su perseguidor: «Podrás huir, pero tu destino es quedar para siempre solo», dijo Syr parado sobre una orilla del río. «Tu pueblo es numeroso», contesta Nemur desde la otra ribera, «pero queda para siempre obligado a cumplir las palabras; de no hacerlo, las enfermedades, el hambre y los enemigos irán acabándolo hasta que el último kytymáraha se extinga».
Luego de la matanza, Eshönewörta reunió a los hombres yshyr y les dio indicaciones para sobrevivir a la maldición de Nemur: Las mujeres no deben enterarse de la desaparición de los ahnapzöro, y los hombres deberán reemplazarlos en la danza ceremonial, para lo cual Eshönewörta formó los clanes, cada uno de los cuales estaba encargado de personificar durante el ritual en el harra a uno de los ahnapzoro muertos, imitando sus colores, plumajes, y comportamiento.
Para que las mujeres no se enteren de la desaparición de los ahnapzöro, cada tanto algún guerrero se disfraza con una máscara tejida con tocados de plumas y las dos espadas rituales de madera y se acerca a la aldea por el Tobich ibich para asustar a las mujeres y recordarles que ese camino les está vedado.
Los yshyr también tienen otra institución mítica fundamental que promueve la utilización equilibrada de los recursos del hábitat: la figura del Señor de los Animales: Cada animal tiene su dueño, (su "balut" o su abogado) que simultáneamente facilita la caza y sanciona severamente sus excesos.
Los chamacocos colocan en la cumbre de la jerarquía celeste a la diosa Eschetewuarha, que, siendo mujer del Gran Espíritu, lo dominaba y reinaba sobre el mundo.